# Wiśniowa (Basse-Silésie)
Pour les articles homonymes, voir Wiśniowa.
Wiśniowa est une localité polonaise de la gmina et du powiat de Świdnica en voïvodie de Basse-Silésie.